# Luciosoma
Luciosoma là một chi cá dạng cá chép sinh sống trong khu vực Đông Nam Á. Theo Fish Base thì hiện tại người ta biết chi này có 5 loài.

## Các loài
- Luciosoma bleekeri (Steindachner, 1878): Cá lòng tong mương. Lưu vực các sông Chao Phraya, Mae Klong và Mê Kông tại Campuchia, Lào, Thái Lan và Việt Nam.
- Luciosoma pellegrinii Popta, 1905: đông bắc và đông Borneo.
- Luciosoma setigerum (Valenciennes, 1842)): Cá mương nam/ cá lòng tong bay. Bán đảo Mã Lai, Đông Dương, Indonesia.
- Luciosoma spilopleura Bleeker, 1855: Từ Thái Lan tới Sumatra và Borneo.
- Luciosoma trinema (Bleeker, 1852): Malaysia, Indonesia và Brunei.

## Hình ảnh

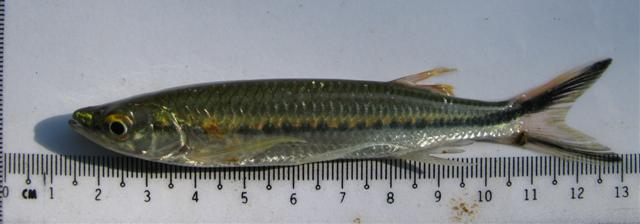